# Легенда о Голубачкој мушици
Легенда о Голубачкој мушици је предање о вековном феномену познатом као „летећа смрт”. По овој легенди, Свети Ђорђе је пребио аждају негде у Стигу, она се докопала једне од голубачких пећина и ту угинула. Из њеног тела се легу голубачке мушице.
У пролеће би се из голубачких пећина дизали ројеви, налик црним облацима. Ветрови би их носили по Подунављу и Поморављу, све до Македоније и Босне. „Летећа смрт” је нападала људе, стоку, увлачила се у нос и ждрело, изазивала упале, отеклине и угинућа. Верује се да је 1848. године десетковала сточни фонд Србије. Против овог помора бранило се мазањем катраном и паљењем стајњака.